# Vanessa occidentalis
Vanessa occidentalis är en fjärilsart som beskrevs av Felder 1862. Vanessa occidentalis ingår i släktet Vanessa och familjen praktfjärilar. Inga underarter finns listade i Catalogue of Life.